# Jan Schmidt (Mediziner)

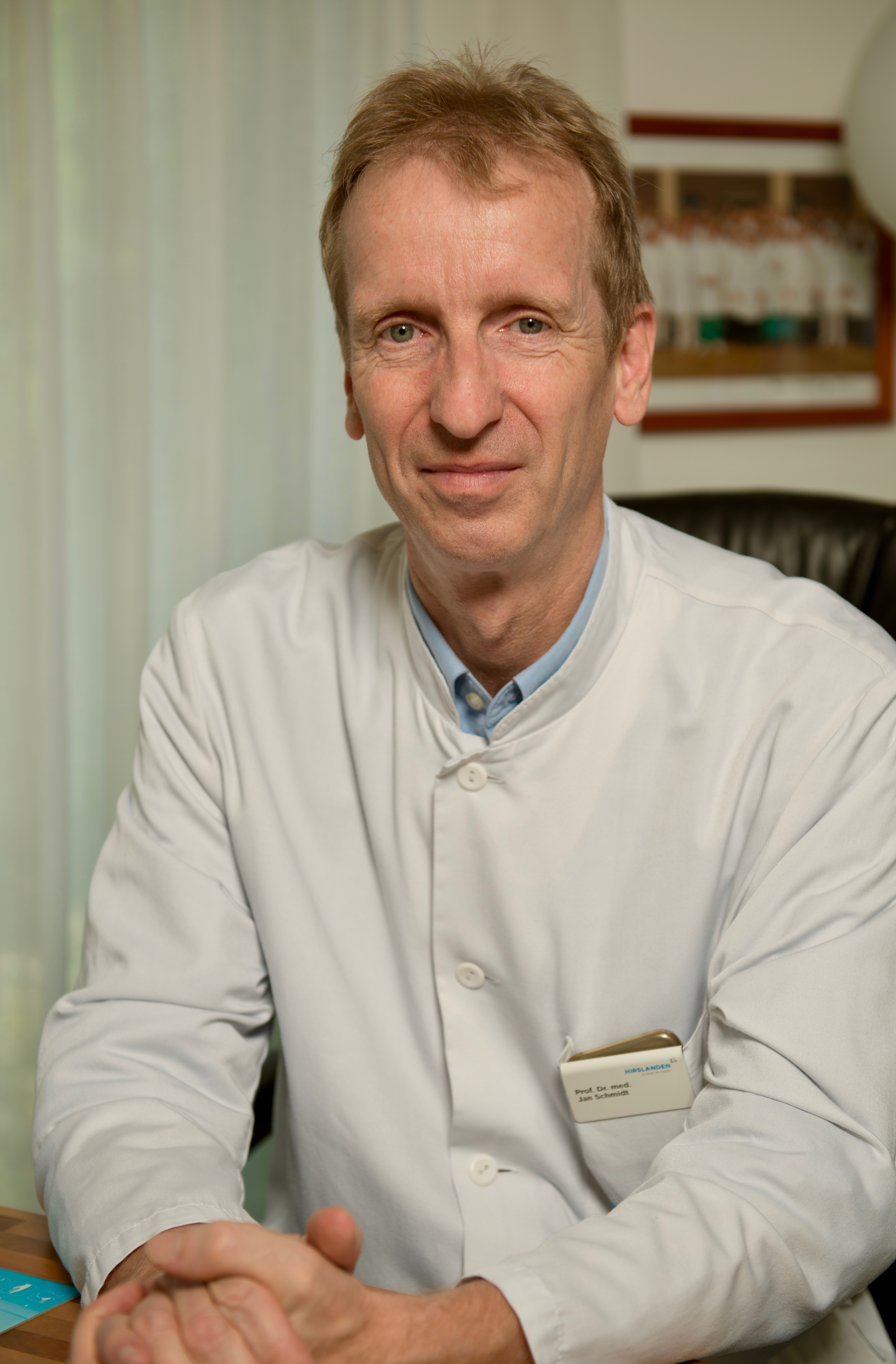
Jan Schmidt (2018)

Jan Schmidt (* 14. November 1961 in Potsdam) ist ein deutscher Chirurg und Hochschullehrer.

## Werdegang
Nach dem Wehrdienst studierte Schmidt Medizin an der Universität Heidelberg (1982–1988). Neben zahlreichen Auslandsaufenthalten, u. a. in England, Schweden und Israel, wurde er 1988 Stipendiat des Deutschen Akademischen Austauschdienstes an der University of Texas at San Antonio. Von 1986 bis 1989 verfasste er seine Dissertation zum Thema Blutungsschock in der Abteilung für Experimentelle Chirurgie der Universität Heidelberg.
Seine chirurgische Ausbildung erhielt Schmidt bei Christian Herfarth und schloss sie 1996 mit dem Facharzt für Allgemeine Chirurgie ab.
1989 bis 1991 war er Stipendiat der Deutschen Forschungsgemeinschaft am Massachusetts General Hospital der Harvard University, Cambridge (Andrew L. Warshaw). Seine Habilitation zum Privatdozent erfolgte 1998 zum Thema Entzündung der Bauchspeicheldrüse. Schwerpunktbezeichnungen in den Bereichen der Viszeralchirurgie und der Gefäßchirurgie folgten 2000 beziehungsweise 2002.
1998 bis 2001 leitete er die Minimalinvasive Chirurgie der Universität Heidelberg. Im Rahmen eines Reisestipendiums der Deutschen Gesellschaft für Chirurgie war er im Jahr 2002 Visiting Professor am Memorial Sloan Kettering Cancer Center in New York (L. Blumgart), am MD Anderson Cancer Center in Houston, Texas (D. Evans, N. Vaughtey) und an der University of Tokyo, Japan (M. Makuuchi).
Schmidt engagierte sich bei der Entwicklung des reformierten medizinischen Studiengangs „Heidelberger Curriculum Medicinale“. 2003 absolvierte er einen berufsbegleitenden Studiengang zum Master of Medical Education (MME) an der Universität Bern. Ein Jahr später wurde er zum apl. Professor an der Universität Heidelberg ernannt.
In den Jahren 2005 bis 2011 war Schmidt Leiter der Viszeralen Organtransplantation und wirkte maßgeblich bei der Etablierung der Leberlebendspende sowie des Leber- und Nierentransplantationsprogrammes für Kleinkinder und Säuglinge mit. So führte er 2006 die erste Lebertransplantation bei einem Säugling und die erste Leberlebendspende bei einem Kleinkind in der Geschichte des Universitätsklinikums Heidelberg durch. Er wurde Leitender Oberarzt (2007–2009) und anschließend Stellvertretender Ärztlicher Direktor an der Chirurgischen Universitätsklinik Heidelberg unter Markus W. Büchler.
Seit 2011 arbeitet Schmidt an den Hirslanden Kliniken in Zürich in Bereich der Spezialisierten Onkologischen Chirurgie. 2012 war er Mitgründer des Chirurgischen Zentrums Zürich (bis 2018) und des Gastrointestinalen Tumorzentrums Zürich (GITZ). 2018 gründete er Swiss Surgery, ein Kompetenznetzwerk für operative Krebsbehandlung.
Jan Schmidt ist verheiratet und hat 4 Kinder.

## Ehrungen und Auszeichnungen (Auswahl)
2003 verlieh die Universität Klausenburg (Cluj-Napoca) in Rumänien Schmidt die Ehrendoktorwürde für die erfolgreiche Etablierung eines wissenschaftlichen Austauschprogramms. Im Jahre 2006 wurde ihm eine Ehrendoktorwürde der Universität Tiflis (Tbilisi), Georgien in Anerkennung für den Aufbau des Nierenlebendspende- und Transplantationsprogramms bei Kindern und Jugendlichen zuteil.
Für seine Arbeit im Rahmen der Entwicklung des reformierten medizinischen Studiengangs „Heidelberger Curriculum Medicinale“ erhielt er 2004 den Landeslehrpreis des Bundeslandes Baden-Württemberg.
Schmidt ist Ehrenmitglied der Chirurgischen Gesellschaft Serbiens und der Academia Argentina de Cirugía.

## Publikationen
Jan Schmidt hat mehr als 300 wissenschaftliche Publikationen veröffentlicht.